# 大森北
大森北（日语：／ Ōmori-kita */?）是東京都大田區的地名，設大森北一丁目至大森北六丁目。人口25,095人（2013年8月1日）。郵遞區號為143-0016。

## 地理
位於東京都大田區東北部。北鄰品川區南大井。東至國道15號（第一京濱），接大田區大森本町。南至東京都道318號環狀七號線（環七通），接大田區大森西。西至JR東海道本線等鐵路路廊，接大田區山王。
町內幹道沿線多大樓及公寓，其他地區為住宅區。西北部的一丁目為大森站所在地，車站周邊高層建築與零售店林立。此外東部的第一京濱旁有京急本線通過，並設有大森海岸站與平和島站。車站周邊多商店。

## 歷史
古時屬不入斗村與新井宿村。
- 1889年（明治22年）：施行「市制町村制」，兩村合併成立入新井村。
- 1919年（大正8年）：為入新井町。
- 1932年（昭和7年）：大森區成立，為入新井一～六丁目與新井宿一～七丁目。
- 1964年（昭和39年）：實施住居表示，入新井全部與新井宿一～三丁目合併成立現行的大森北。

### 地名由來
「大森北」是實施住居表示時所訂定的新町名。本地雖然是大森站所在地，但實際上屬舊入新井地區，或更早的舊不入斗地區與舊新井宿地區，而非大森地區，當時以其位於大森以北的位置關係而命名。

## 交通
本地西北端是京濱東北線大森站。東北端有京急本線大森海岸站（所在地：品川區南大井），東南端為平和島站。此外，也可利用行經大森站的巴士路線。

## 施設
- atre大森（大森站的車站大樓）
- 伊藤洋華堂大森店
- 大田區立入新井第一小學校
- 大田區立入新井第五小學校
- 大田區立大森第二中學校
- 磐井神社
- 大森神社
- 密嚴院
- 最德寺
- 大森少年中心
- 仁醫會牧田總合醫院

## 商店街
- Milpa (大森銀座商店街)

## 備註
1. ↑  .   [2013-08-18]. （原始内容存档于2014-02-18）.